# 히든 트랙 (라디오 프로그램)
《요조의 히든 트랙》은 대한민국의 방송국인 한국방송공사의 라디오 채널 U-KBS MUSIC, KBS Cool FM에서 방송된 라디오 프로그램이다.
초창기에는 U-KBS MUSIC에서 오전 1시부터 오전 2시까지 1시간 동안 방송하다가, 2011년 1월 개편으로 1월 1일부터 오후 10시부터 자정까지 2시간 방송으로 확대되었고, KBS Cool FM과 U-KBS MUSIC에서 오전 3시부터 동시에 재방송한다.

## 비고
- 재방송의 경우 KBS 관악산 송신소 정기 점검 관계로 매달 넷째주 수요일 새벽에는 방송되지 않는다.

## 같이 보기
- KBS
- U-KBS MUSIC
- KBS 쿨FM